# مصلح الشيخ
مصلح الشيخ لاعب كرة قدم سعودي ، يلعب في النادي العربي معار من نادي الأخدود.

## مسيرة اللاعب
لعب في نادي جدة ونادي الأخدود والنادي العربي.